# Орловский (Ярский район)
Орло́вский — починок в Ярском районе Удмуртии. Входит в состав Пудемского сельского поселения.

## География
Починок находится на северо-западе республики, на расстоянии примерно 7 км (по прямой) к северу от посёлка Яр, административного центра района.

### Часовой пояс
Починок Орловский, как и вся Удмуртия, находится в часовой зоне МСК+1. Смещение применяемого времени относительно UTC составляет +4:00.

## Население
| 2010 | 2012 |
| ---- | ---- |
| 0    | →0   |

### Национальный состав
Согласно результатам переписи 2002 года, в национальной структуре населения русские составляли 100 % из 2 чел.